# Episodi di Grani di pepe (quattordicesima stagione)
La quattordicesima stagione della serie televisiva Grani di pepe è stata trasmessa in Germania dal 12 novembre 2017 sul canale Das Erste.
In Italia gli episodi sono stati resi disponibili in esclusiva su RaiPlay a partire dal 30 maggio 2022 e trasmessi su Rai Gulp dal successivo 12 giugno.
Dopo le vicende del film La maledizione del re nero, Johannes si unisce stabilmente alla squadra, non senza qualche problema con Benny, che è ancora titubante su di lui, anche perché nota una probabile attrazione di lui verso Mia, di cui Benny è segretamente innamorato. Ben presto però Johannes diventa un membro fondamentale della squadra nonché grande amico di Benny. Dopo che la mamma di Benny si fidanza con il suo professore Martin, alla famiglia si aggiunge anche Lisha, la figlia di lui. Naturalmente Benny ha difficoltà ad accettare la nuova relazione e il fatto di avere una sorellastra, ma col tempo tutti e quattro si uniscono sempre più. Proprio Lisha si offre di aiutare Benny a conquistare Mia, facendola ingelosire baciandolo; Mia però non la prende affatto bene e si distacca prima da Benny e poi dalla squadra. Successivamente Lisha si scusa con l'amica e le svela che in realtà Benny è cotto di lei. Mia quindi decide di parlare con Benny per chiarire e rimanere amici ma in fondo e un po' confusa poiché anche lei si accorge di provare qualcosa per lui. L'interesse diventa quindi reciproco e Mia cerca prima di avere un appuntamento con Benny, e poi si fidanza con lui. Nel mentre anche Lisha si è invaghita di Johannes, il quale rimane inizialmente indifferente; nell'ultima puntata la ragazza si dimostra però molto gentile e disponibile nei suoi confronti e alla fine presa dalla felicità lo bacia.
| n° | Titolo originale                     | Titolo italiano         | Prima TV Germania | Prima TV Italia |
| -- | ------------------------------------ | ----------------------- | ----------------- | --------------- |
| 1  | Die Ratte ist los                    | Tracce di topo          | 12 novembre 2017  | 12 giugno 2022  |
| 2  | Der rosa Diamant                     | Il diamante rosa        | 12 novembre 2017  | 13 giugno 2022  |
| 3  | Ein Buch für Murphy                  | Un libro per Murphy     | 12 novembre 2017  | 14 giugno 2022  |
| 4  | Der Bodyguard                        | Guardia del corpo       | 19 novembre 2017  | 15 giugno 2022  |
| 5  | Schlimmer geht immer                 | Di male in peggio       | 19 novembre 2017  | 16 giugno 2022  |
| 6  | Der Apfel fällt nicht weit vom Stamm | Un cattivo esempio      | 19 novembre 2017  | 17 giugno 2022  |
| 7  | Freigang                             | Semilibertà             | 26 novembre 2017  | 18 giugno 2022  |
| 8  | Die Trinkgeld-Mafia                  | Il racket delle mance   | 3 dicembre 2017   | 19 giugno 2022  |
| 9  | Die falsche Schlange                 | Il serpente scambiato   | 3 dicembre 2017   | 20 giugno 2022  |
| 10 | Flucht nach Afghanistan              | Fuga verso l'Afganistan | 3 dicembre 2017   | 21 giugno 2022  |
| 11 | Nächstes Level                       | Nuovo livello           | 17 dicembre 2017  | 22 giugno 2022  |
| 12 | Weil ich ein Mädchen bin             | Un nuovo arrivo         | 17 dicembre 2017  | 23 giugno 2022  |
| 13 | Alles steht Kopf                     | Tutto sottosopra        | 17 dicembre 2017  | 24 giugno 2022  |

## Tracce di topo
- Scritto da: Anja Jabs
- Diretto da: Daniel Drechsel-Grau

Un ragazzino si introduce di nascosto nel caffè della famiglia Goldman al fine di sabotarlo, ma nel farlo perde il suo topolino Curry. Il mattino seguente, durante la visita dell'ispettrice Fuchs dell'ufficio d'igiene, nel locale si verificano una serie di incidenti, fino a quando quest'ultima, alla vista del roditore, è costretta a farlo chiudere. Mia, resasi conto del sabotaggio, sospetta inizialmente di una grossista del caffè, ma poi Johannes sorprende il ragazzino davanti al bar e lo riconosce il giorno dopo a scuola: si tratta di Matthis, un bambino la cui famiglia gestiva un ristorante proprio in quel locale e che vuole aiutare il padre ad uscire dalla depressione di cui soffre in seguito al divorzio dalla moglie e alla conseguente chiusura dell'attività. Nel frattempo Alice ritrova Curry e i Grani di pepe lo usano per attirare l'attenzione di Matthis: una volta trovatasi davanti a lui, la squadra lo spinge a confessare. 

## Il diamante rosa
- Scritto da: Anja Jabs
- Diretto da: Daniel Drechsel-Grau

Alice sente due ladri internazionali mentre pianificano di rubare il Pink Star, un preziosissimo diamante rosa in esposizione ad Amburgo e in attesa di essere venduto all'asta. Dopo aver tentato invano di avvertire il banditore dei malefici piani del duo, i Grani di pepe si organizzano per intrufolarsi nottetempo all'interno della casa d'aste. Nel frattempo Benny, che ancora fatica ad accettare la storia di sua madre col suo professore Martin Schulze, fa la conoscenza di Lisha, la figlia di lui, appena trasferitasi in città a causa del pessimo rapporto col nuovo compagno della madre. Nonostante le rimostranze di Benny, Lisha insiste per partecipare all'azione della squadra, si offre per introdursi all'interno dell'edificio e riesce a fermare l'autore del furto, recuperando il diamante.

## Un libro per Murphy
- Scritto da: Katja Kittendorf
- Diretto da: Daniel Drechsel-Grau

La scrittrice di gialli Anke Clausen non trova un editore disposto a pubblicare e distribuire i suoi libri, e poiché ascrive la sua precaria situazione economica ad un complotto all'interno del settore dell'editoria, lancia un fumogeno nel baule dell'auto del promotore editoriale Petersen. In seguito alla conseguente esplosione, però, il suo cane Murphy fugge e viene rinvenuto da Alice, che con Mia aveva assistito alla scena. Dopo che Johannes porta il cagnolino in un rifugio, Anke riesce a recuperarlo di nascosto, ma i Grani di pepe la rintracciano ugualmente e assieme a lei organizzano una trappola per provare la corruzione di Petersen, il quale tuttavia si rivela innocente. È anzi Anke a venire ricoverata in un ospedale psichiatrico e, non potendo portare con sé Murphy, lo affida ad Alice, che desidera un nuovo animale domestico dopo la morte del suo porcellino d'India Freddy.

## Guardia del corpo
- Scritto da: Andreas Dirr
- Diretto da: Daniel Drechsel-Grau

Hamit incontra una sua vecchia collega della scuola per bodyguard, Julia, la quale lo invita ad allenarsi con lei. Quando però Hamit non si presenta ad un appuntamento con Johannes e risulta irrintracciabile, il ragazzo si preoccupa e, accompagnato dal resto della squadra, si mette sulle sue tracce. I Grani di pepe, pur riuscendo a introdursi nel centro di addestramento, non riescono a trovarlo, ma scoprono che il fratello di Julia, Jan, un anno prima ha perso l'uso delle gambe in un incidente stradale. Mentre Julia sequestra Johannes con l'inganno, Mia, Benny e Lisha scoprono che a guidare in occasione dell'incidente era stata proprio lei, la quale, incolpando però Hamit dell'accaduto, era intenzionata a fargliela pagare e lo aveva fatto prigioniero. Con l'aiuto di Jan è però facile per i piccoli detective rintracciare gli ostaggi e liberarli; Julia, invece, viene arrestata poco dopo.

## Di male in peggio
- Scritto da: Anja Jabs
- Diretto da: Andrea Katzenberger

I compiti in classe di inglese del professor Schulze sono stati rubati, e i sospetti dell'insegnante ricadono su Benny, il quale aveva appena svolto una pessima verifica e fatto una scenata in classe. Allo scopo di far confessare il colpevole, Schulze concede alla classe un ultimatum, minacciando altrimenti di annullare la gita scolastica a Roma; tuttavia, nessuno si prende la responsabilità dell'accaduto e dunque sta ai Grani di pepe indagare. Dapprima il gruppo sorprende il compagno di classe Ivo bucare una gomma della bicicletta di Schulze, ma questi davanti alla macchina della verità di Johannes si dichiara innocente del furto. Quando poi Benny viene a sapere da Schulze della presenza di altri due studenti sulla scena del crimine, questi gli svelano di aver visto chi ha rubato il compito: si tratta di un'altra compagna, Alexandra, che di lì a poco si decide a confessare. La gita a Roma è salva.

## Un cattivo esempio
- Scritto da: Andrea Katzenberger
- Diretto da: Andrea Katzenberger

Durante un giro in canoa sull'Alster Lisha e Johannes colpiscono accidentalmente la lenza di un anziano pescatore, Rolf, il quale in risposta gli lancia dietro una bottiglia di vetro e si rivolge a Lisha in modo razzista. La mattina seguente Benny e Lisha rinvengono degli slogan xenofobi all'ingresso della loro rimessa, e con il resto della squadra si mettono all'opera per rintracciare il pescatore; una volta scopertone le generalità e l'indirizzo, il gruppo si reca sul posto ma Rolf si rivela innocente. La notte successiva i Grani di pepe sorprendono suo nipote Thorsten mentre tenta di dar fuoco alla rimessa, e di lì a poco, durante un secondo tentativo di dar fuoco alla struttura, lo fermano definitivamente, inducendo lui e suo nonno ad andare a costituirsi. In tutto questo Benny ha la testa altrove: ha saputo che suo padre è in carcere e sta ristabilendo i contatti con lui.

## Semilibertà
- Scritto da: Andrea Katzenberger
- Diretto da: Andrea Katzenberger

Enno, il padre di Benny, ottiene un giorno di semilibertà, ma viene ricattato da dei detenuti, i quali minacciano di fare del male a suo figlio e alla sua ex moglie qualora lui in quel giorno non facesse entrare all'interno del carcere degli anabolizzanti illegali da contrabbandare. Mia e Lisha, in visita con la scuola al penitenziario, assistono però alla scena e, pur non sapendo si tratti di suo padre, comunicano a Benny quanto visto. Quest'ultimo dapprima tenta invano di convincere il padre a denunciare l'accaduto, poi coinvolge i suoi amici in un piano per dimostrare la sua innocenza. I Grani di pepe riescono così a catturare Boris, il contrabbandiere, a raccogliere le prove necessarie e a raccontare tutto alla direttrice del carcere. Enno può così fare da esca e tendere una trappola agli altri detenuti coinvolti.

## Il racket delle mance
- Scritto da: Jörg Reiter
- Diretto da: Andrea Katzenberger

Dopo una sosta in un bagno pubblico, Lisha si ferma a chiacchierare con Anulika, una donna nigeriana come lei che si occupa di pulire i servizi igienici, e decide di intervistarla per un progetto scolastico così da farsi raccontare della fuga dal suo Paese. Durante l'intervista, però, le due vengono aggredite dai datori di lavoro di Anulika: questi, infatti, sfruttano la donna con turni di lavoro estenuanti e una paga misera, intascandosi tra l'altro tutte le sue mance. Temendo che Anulika avesse parlato troppo, i due uomini la rapiscono e, dopo averla tenuta prigioniera per una notte e averle sottratto documenti e permesso di soggiorno, cercano di farla sparire imbarcandola per una nave diretta in Africa. I Grani di pepe però li rintracciano in tempo e ne sventano i piani, liberando la donna. Nel finale Lisha bacia Benny allo scopo di far ingelosire Mia, che a suo dire prova qualcosa per lui.

## Il serpente scambiato
- Scritto da: Jörg Reiter
- Diretto da: Andrea Katzenberger

A Gisbert, un compagno di scuola dei Grani di pepe, qualcuno di notte ha scambiato l'amato boa constrictor imperator con un altro serpente. Nonostante nessuno lo prenda sul serio, i piccoli detective, appena messi al corrente dell'accaduto, cominciano ad indagare; con loro però non c'è Mia, che, gelosa e arrabbiata per il bacio tra Benny e Lisha, decide di restarne fuori. Il resto della squadra scopre così che effettivamente un'effrazione a casa di Gisbert c'è stata, e la loro pista porta i ragazzi in un negozio di rettili, dove essi comprendono di trovarsi di fronte a dei contrabbandieri che avevano nascosto della droga all'interno dello stomaco del boa e desiderosi di recuperarla a seguito di un inavvertito scambio avvenuto col serpente di Gisbert. Alla fine i Grani di pepe, con un gran gioco di squadra, riescono a recuperare il boa e a far arrestare i trafficanti.

## Fuga verso l'Afganistan
- Scritto da: Jörg Reiter
- Diretto da: Andrea Katzenberger

Dopo che Lisha chiarisce con Mia e gli rivela che Benny ha una cotta per lei, Alice fa amicizia con un bambino afgano di nome Jamal, il quale vive in un centro di accoglienza per rifugiati, ma che desidera tornare a Kabul. Mentre il ragazzo si dirige verso il porto per imbarcarsi, Alice, che vuole provare a fermarlo, viene aggredita da un uomo e una donna, Lennart e Ashtar, i quali lo costringono a rubare e tentano di rapirlo. Jamal riesce a sfuggirgli, ma lascia a terra il suo zaino con all'interno il taccuino su cui Lennart si appunta in codice i nomi dei rifugiati che ricatta e i clienti a cui vende la merce che i migranti gli procurano. Rinvenuto il taccuino, Mia e Benny decifrano il codice e comunicano il tutto a Johannes e Lisha, che rintracciano e fanno arrestare i malviventi. Alice intanto va al porto e dà la buona notizia a Jamal: ora è al sicuro e può restare ad Amburgo.

## Nuovo livello
- Scritto da: Catharina Junk
- Diretto da: Florian Schnell

Benny è stato selezionato come test player per il nuovo un nuovo gioco online in cui per migliorare il proprio punteggio bisogna completare compiti nella vita reale quali trasportare e consegnare dei pacchetti in determinati luoghi della città. La sorella della sviluppatrice del videogame utilizza i giocatori come corrieri della droga, e non appena Benny smarrisce il suo pacco dal gioco gli arrivano dei messaggi minacciosi che lo mettono in allarme. Il ragazzo decide comunque di recuperare il pacchetto e di portare al termine la missione, ma nel frattempo Mia e Lisha risalgono all'indirizzo dove i pacchi vengono preparati e vi si recano, venendo però fatte prigioniere. Di lì a poco Alice, Benny e Johannes scoprono i piani dei trafficanti e danno sostegno alle amiche, allertando la polizia e facendo arrestare i malviventi. In chiusura Mia bacia teneramente Benny, dando così finalmente inizio ad una relazione tra i due.

## Un nuovo arrivo
- Scritto da: Catharina Junk
- Diretto da: Florian Schnell

All'Astrid-Lindgren-Gymnasium c'è una nuova studentessa, una ragazza transgender di nome Nicki, la quale però ben presto riceve una lettera anonima nella quale un misterioso mittente la minaccia di rivelare a tutti il suo segreto qualora lei non paghi in breve tempo un'ingente somma di denaro. Mia, con cui la nuova arrivata ha subito fatto amicizia, vedendola disperata e spaventata, con molta empatia riesce a farsi raccontare del ricatto ricevuto e a scoprire che Nicki era stata vittima di episodi di transfobia anche nella sua vecchia scuola. Mia, Alice e Lisha si offrono così di aiutarla e, insieme alla stessa Nicki, sospettano dapprima della sua compagna di classe Sofia, la quale si era mostrata invidiosa di lei per aver ottenuto il ruolo da protagonista in una recita scolastica. Il colpevole si rivela però essere l'amico Marlon, che, desideroso di far colpo su Sofia, aveva poi cercato di farle ottenere la parte ricattando ulteriormente Nicki.
Questo episodio ha ottenuto una nomination agli International Emmy Kids Awards del 2019.

## Tutto sottosopra
- Scritto da: Anja Jabs
- Diretto da: Florian Schnell

Di mattina al quartier generale Alice rinviene Johannes in pessime condizioni: è stordito, sporco, scalzo e ha completamente perso la memoria. Allora Alice lo accompagna fino a casa sua, dove sembra esserci stato un party selvaggio, e chiama all'appello gli altri Grani di pepe, ma l'unica a reagire prontamente è Lisha, la quale analizza il caos presente nella villa e scopre che in realtà la festa era solamente una messa in scena. Lentamente i ricordi di Johannes riaffiorano e il ragazzo ricorda che la sera prima due ladri si erano introdotti in casa sua e avevano drogato lui e Hamit. Non essendo però riusciti a trovare la cassaforte, i malviventi tornano alla villa travestiti da poliziotti e immobilizzano i ragazzi, ma a quel punto Benny e Mia intervengono e, con l'aiuto di Hamit, li mettono al tappeto. Nel finale Lisha bacia Johannes, facendolo rimanere nuovamente "sottosopra".